# 제35회 대종상
제35회 대종상의 시상식에 관한 내용이다.

## 수상 및 후보

### 최우수작품상
- 접속

### 감독상
- 블랙잭 - 정지영 수상

### 시나리오상
- 초록물고기 - 이창동 수상

### 남우주연상
- 초록물고기 - 한석규 수상

### 여우주연상
- 초록물고기 - 심혜진 수상

### 남우조연상
- 비트 - 임창정 수상

### 여우조연상
- 창 - 정경순 수상

### 신인남자배우상
- 넘버 3 - 송강호 수상

### 신인여자배우상
- 접속 - 전도연 수상

### 신인감독상
- 접속 - 장윤현 수상

### 촬영상
- 피아노 맨 - 서정민 수상

### 편집상
- 접속 - 박곡지 수상

### 조명상
- 접속 - 임재영 수상

### 음악상
- 초록물고기 - 이동준 수상

### 의상상
- 창 - 권유진 수상

### 미술상
- 창 - 김유준 수상

### 기획상
- 아버지 - 고동훈 수상

### 음향기술상
- 창 - 김범수 수상

### 특별기술상
- 안건호 수상
- 이태성 수상

### 신인기술상
- 블랙잭 - 이석현 수상

### 심사위원 특별상
- 초록물고기 - 이창동 수상

### 한국영화공로상
- 황문평 수상

### 남자인기상
- 한석규 수상

### 여자인기상
- 심혜진 수상

### 각색상
- 접속 - 김은정 수상

### 특별연기상
- 추석양 수상
- 임예심 수상